# Corcelles-Cormondrèche
Corcelles-Cormondrèche var en tidigare kommun i kantonen Neuchâtel i Schweiz. Kommunen hade 4 754 invånare (2020). Den var belägen cirka 4 kilometer väster om Neuchâtel och bestod av de sammanväxta orterna Corcelles och Cormondrèche.
Den 1 januari 2021 inkorporerades Corcelles-Cormondrèche tillsammans med Peseux och Valangin in i kommunen Neuchâtel.